# Wilberforce Mfum
Wilberforce Mfum (Región Ahafo, Costa de Oro, 28 de agosto de 1936 – 11 de mayo de 2025) fue un futbolista ghanés que se desempeñaba como delantero y que jugó profesionalmente tanto en Ghana como en Estados Unidos. Fue miembro de la selección olímpica de fútbol de Ghana en los Juegos Olímpicos de Verano de 1964.

## Trayectoria
Fue internacional con la selección de fútbol de Ghana y disputó la Copa Africana de Naciones 1963 donde se proclamó campeón; asimismo jugó la edición de 1968. Representó a su país en la categoría de fútbol en los Juegos Olímpicos de Tokio 1964. Fue campeón de la North American Soccer League 1972.

### Carrera en clubes
Mfum jugó para el Asante Kotoko en Ghana. En 1968, Mfum jugó para los Baltimore Bays de la Liga Nacional de Fútbol Profesional. En 1969, se unió al Ukrainian SC de la Liga de Fútbol Germano-Americana. En 1970, Mfum jugó para los Ukrainian Nationals de la Liga de Fútbol Estadounidense. Esa temporada, compartió el título de máximo goleador de la ASL con Juan Paletta. En 1971, firmó con el New York Cosmos de la Liga Norteamericana de Fútbol.